# Падение вертолёта в ДР Конго (2022)
29 марта 2022 года в Демократической Республике Конго потерпел крушение вертолет Puma, принадлежащий авиационному подразделению пакистанской армии и задействованный в Миссии Организации Объединенных Наций по стабилизации в Демократической Республике Конго (МООНСДРК).
В результате крушения погибли все восемь членов экипажа, включая шестерых граждан Пакистана, одного гражданина России и одного гражданина Сербии.
Личности погибших подтвердил Мунир Акрам, посол Пакистана в ООН.

## Мероприятия
29 марта в восточной части Демократической Республики Конго, в районе населенного пункта Тшанзу, расположенного к юго-востоку от города Рутшуру, была потеряна связь с вертолетом, выполнявшим разведывательную миссию.
В тот же день поисково-спасательная операция, организованная контингентом Уругвая, обнаружила тела погибших и доставила их в Гому, столицу провинции.
Вооруженные силы Демократической Республики Конго заявили, что вертолет был сбит повстанческим движением M23, которое незадолго до этого начало наступление на правительственные силы. Представитель M23 Вилли Нгома отверг обвинения и заявил, что группировка подозревает в произошедшем военных.
Столкновения между конголезской армией и M23 продолжались в Северном Киву в течение нескольких дней, предшествовавших крушению вертолета.

## Реакции
Премьер-министр Пакистана Имран Хан выразил соболезнования и выразил признательность пакистанским военнослужащим за их вклад в миротворческую миссию.